# زیریک
زیریک (به ترکی آذربایجانی: Zirik) یک منطقه مسکونی در جمهوری آذربایجان است که در شهرستان قبله واقع شده است. زیریک ۱۱۵۸ نفر جمعیت دارد.